# Исполнительный (эсминец)
«Исполнительный» — эскадренный миноносец (контрминоносец) типа «Лейтенант Бураков».

## История строительства
Корабль заложен в начале 1905 года на стапеле судоверфи «Форже э Шантье Медитеране» в Ла-Сене по заказу Морского ведомства России. 2 (15) апреля 1905 года зачислен в списки судов Балтийского флота, спущен на воду 30 июля (12 августа) 1905 года, вступил в строй в январе 1906 года. 27 сентября (10 октября) 1907 года официально причислен к подклассу эскадренных миноносцев.

## История службы
В 1912—1913 годах «Исполнительный» прошёл капитальный ремонт. Принимал участие в Первой мировой войне, нёс дозорную и конвойную службу. 29 ноября (12 декабря) 1914 года во время следования на минную постановку в район Либавы эсминец попал в сильный шторм и от обледенения потерял остойчивость, опрокинулся и затонул в устье Финского залива.